# Seznam maršalov Poljske
Seznam maršalov Poljske. (poljsko ime čina/naslova: Marszałek Polski)

## F
- Ferdinand Foch (1851 - 1929), 1922 (Francoz)

## P
- Józef Piłsudski (1867 - 1935), 1919

## R
- Konstantin Rokosovski (Konstanty Rokossowski) (1896 - 1968), 1949
- Michał Rola-Żymierski (1890 - 1989), 1945
- Edward Rydz-Śmigły (1881 - 1941), 1936

## S
- Marian Spychalski (1906 - 1980), 1963